# روبرت لانسينج
روبرت لانسينج (بالإنجليزية: Robert Lansing)‏ (و. 1928 – 1994 م) هو ممثل تلفزي، وممثل أفلام، وممثل مسرحي أمريكي، ولد في سان دييغو، توفي في نيويورك، عن عمر يناهز 66 عاماً، بسبب سرطان.

## وصلات خارجية
- روبرت لانسينج على موقع IMDb (الإنجليزية)
- روبرت لانسينج على موقع روتن توميتوز (الإنجليزية)
- روبرت لانسينج على موقع ألو سيني (الفرنسية)
- روبرت لانسينج على موقع أول موفي (الإنجليزية)
- روبرت لانسينج على موقع قاعدة بيانات برودواي على الإنترنت (الإنجليزية)
- روبرت لانسينج على موقع قاعدة بيانات الأفلام السويدية (السويدية)
- روبرت لانسينج على موقع إن إن دي بي (الإنجليزية)
- روبرت لانسينج على موقع قاعدة بيانات الفيلم (الإنجليزية)
- روبرت لانسينج على موقع كينوبويسك (الروسية)